# Вазул
Вазул або Васой (угор. Vazul, Vászoly; до 997—1031 або 1032) — член угорської династії Арпадів, син князя Мігая, онук вождя Такшоня. Єдиною повністю достовірною інформацією про життя Вазула є те, що його утримували й осліпили в замку Нітра (нині Словаччина) в останні роки правління його двоюрідного брата — короля Стефана I. Сучасні історики, зокрема Дьєрдь Дьєрффі, не виключають, що раніше Вазул міг бути князем Нітранським. Вазул є предком усіх угорських королів після 1046 року.

## Життєпис
Вазул був сином Мігая, що був молодшим сином вождя угорців Такшоня. Ім'я його матері невідоме. Як вважає історик Дьєрффі, можливо, нею була болгарська принцеса — родичка царя Самуїла. Його ім'я походить від грецького імені «Базілеос» (українське Василь), з чого випливає, що Вазула охрестили за східним обрядом.
Дьєрффі припускає, що Вазул володів Нітранським князівством, оскільки історичні джерела не пов'язують його ім'я з будь-якими іншими володіннями. Згідно з «Ілюстрованою хронікою» XIV століття, король Стефан утримував Вазула в полоні в замку Нітра, щоб спонукати його «виправити свою юнацьку легковажність і дурість». На відміну від Дьєрффі, словацький історик Ян Штайнгюбель зовсім не сумнівається в тому, що Вазул був нітранським князем, успадкувавши титул у брата Ласло до 1030 року. Штайнгюбель додає, що Вазул, як і його брат, прийняв сюзеренітет короля Польщі Мешка II; він був ув'язнений, коли Стефан I захопив Нітру в 1031 році. Така теорія базується в основному на «Польсько-угорській хроніці».

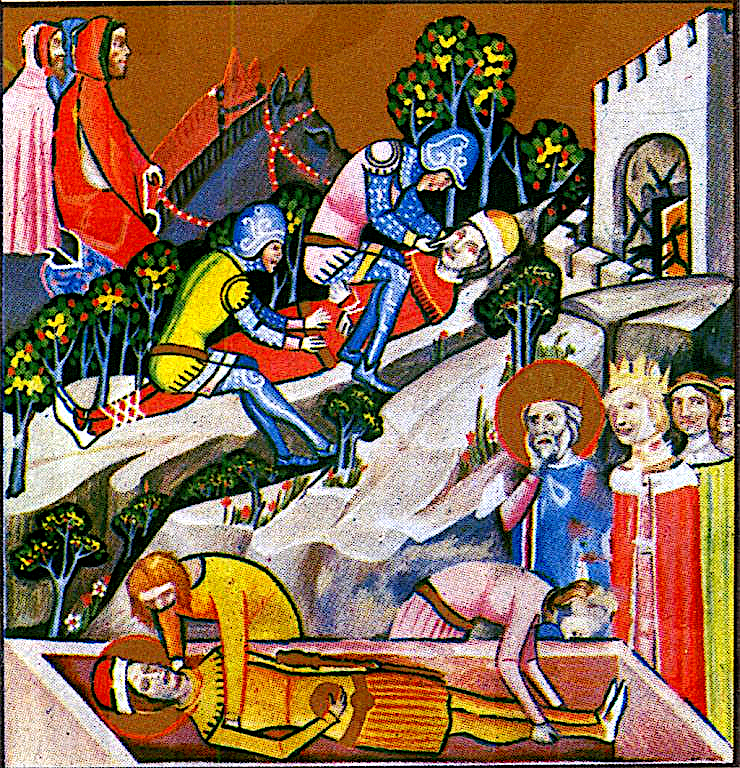
Осліплення Вазула (зверху). Зображення з «Ілюстрованої хроніки»

Емерик, єдиний син Стефана I, помер внаслідок нещасного випадку на полюванні у 1031 році. Оскільки Вазул був найближчим родичем короля, який міг посісти престол, Стефан через свою неприязнь до нього оголосив своїм наступником сина своєї сестри Петра Орсеоло. Згідно з хронікою «Annales Altahenses», Вазул обурився на це, через що Стефан наказав його осліпити. Згідно з пізнішими суперечливими хроніками, написаними за правління нащадків Вазула, Стефан мав намір призначити його наступником, але цьому успішно протистояли його опоненти, зокрема королева Гізела, вчинили змову, щоб перешкодити планам короля. Вони послали «злу людину» до Нітри, де та «виколола очі Вазула й залила його вушні порожнини свинцем» перед прибуттям королівських посланців.

## Родина
Дані про сім'ю Вазула суперечливі. Пізніші угорські хроніки, як правило, приховували, що королі, які правили після 1046 року, походили від князя, позбавленого права на престол першим угорським королем. Відповідно, більшість хронік писали, що брат Вазула, Ласло Лисий, був предком усіх наступних королів. Однак «Ілюстрована хроніка» XIV століття зберегла згадку про те, що Вазул був батьком трьох синів — Андрія, Бели та Левенте. Також «Ілюстрована хроніка» пише про те, що дружиною Вазула була жінка з роду Татонь (Tátony), але цей шлюб був нелегітимним. Їхні три сини були вигнані з Угорщини після смерті Вазула в 1031 або 1032 році. В «Ілюстрованій хроніці» назва роду, з якого походила дружина Вазула, пишеться «Tatun». Історики Дьєрффі та Геріч вважають, що це слово походить від тюркського «хатун», що означає «перша дружина кагана».